# Joško Vidošević
Joško Vidošević (Spalato, 11 gennaio 1935 – Spalato, 20 agosto 1990) è stato un calciatore jugoslavo, di ruolo attaccante.
Fu presidente dell'Hajduk Spalato dal 30 giugno 1985 al 7 novembre 1986.

## Carriera

### Club
Cresciuto nelle giovanili dell'Hajduk Spalato esordì in prima squadra nella stagione 1952-53 debuttando nella partita di coppa a Belgrado contro il Partizan. Vinse il campionato nella stagione 1954-55 e nella stessa stagione fu fautore di una doppietta nella storica trasferta vinta per 6 a 0 ai danni della Dinamo Zagabria. Nel 1962 chiuse la carriera agonista a causa di una malattia.

### Nazionale
Per la nazionale jugoslava disputò 3 partite, la prima il 29 maggio 1955 nella vittoria per 4 a 0 nei confronti dell'Italia a Torino. L'ultima partita risale al 25 settembre 1955 giocata si a Belgrado. 
Alle olimpiadi di Melbourne 1956 ottiene l'argento.

## Statistiche

### Cronologia presenze e reti in nazionale
| Cronologia completa delle presenze e delle reti in nazionale ― Jugoslavia | Cronologia completa delle presenze e delle reti in nazionale ― Jugoslavia | Cronologia completa delle presenze e delle reti in nazionale ― Jugoslavia | Cronologia completa delle presenze e delle reti in nazionale ― Jugoslavia | Cronologia completa delle presenze e delle reti in nazionale ― Jugoslavia | Cronologia completa delle presenze e delle reti in nazionale ― Jugoslavia | Cronologia completa delle presenze e delle reti in nazionale ― Jugoslavia | Cronologia completa delle presenze e delle reti in nazionale ― Jugoslavia |
| Data                                                                      | Città                                                                     | In casa                                                                   | Risultato                                                                 | Ospiti                                                                    | Competizione                                                              | Reti                                                                      | Note                                                                      |
| ------------------------------------------------------------------------- | ------------------------------------------------------------------------- | ------------------------------------------------------------------------- | ------------------------------------------------------------------------- | ------------------------------------------------------------------------- | ------------------------------------------------------------------------- | ------------------------------------------------------------------------- | ------------------------------------------------------------------------- |
| 29-5-1955                                                                 | Torino                                                                    | Italia                                                                    | 0 – 4                                                                     | Jugoslavia                                                                | Amichevole                                                                | -                                                                         |                                                                           |
| 26-6-1955                                                                 | Belgrado                                                                  | Jugoslavia                                                                | 0 – 0                                                                     | Svizzera                                                                  | Amichevole                                                                | -                                                                         |                                                                           |
| 25-9-1955                                                                 | Belgrado                                                                  | Jugoslavia                                                                | 3 – 1                                                                     | Germania Ovest                                                            | Amichevole                                                                | -                                                                         | 70’                                                                       |
| Totale                                                                    |                                                                           | Presenze                                                                  | 3                                                                         |                                                                           | Reti                                                                      | 0                                                                         |                                                                           |

## Palmarès

### Club
- Campionato jugoslavo: 1

Hajduk Spalato: 1955

### Nazionale
- Argento olimpico: 1

Melbourne 1956